# Fair-play
Pour les homonymes — sous diverses graphies —, voir Fair-play (homonymie).

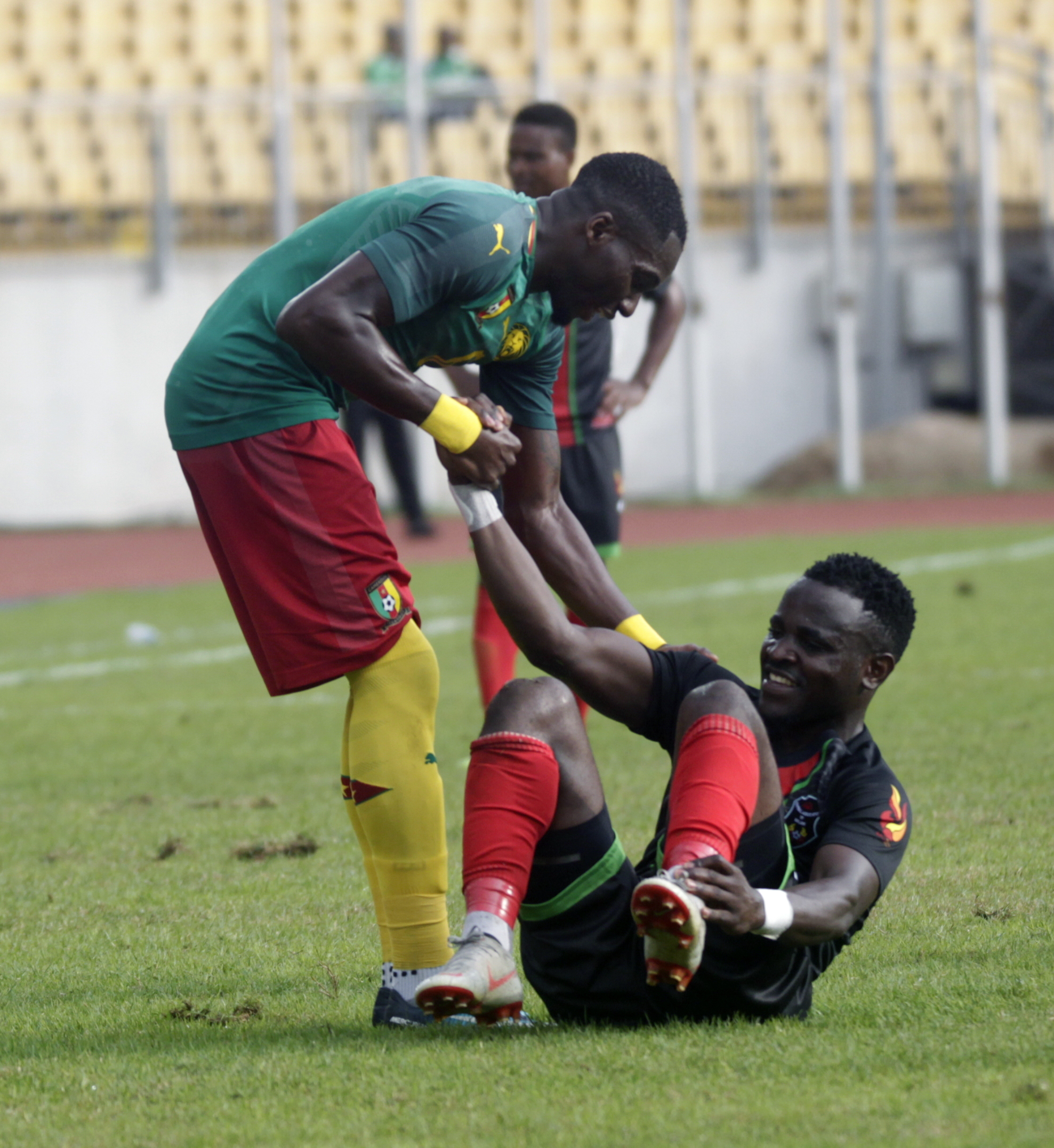
Pratique du fair-play sur un stade de football.

Le fair-play, ou le franc-jeu en français québécois, est une conduite honnête au jeu, et par extension dans toutes circonstances. Utilisé couramment dans le monde du sport, où le terme esprit sportif est synonyme, ce concept recouvre à la fois le respect de l’adversaire, des règles, des décisions de l’arbitre, du public et de l’esprit du jeu, mais aussi la loyauté, la maîtrise de soi et la dignité dans la victoire comme dans la défaite. 

## Formation
La locution anglaise fair play est composée de l'adjectif fair et du substantif play. Le terme fair est primitivement associé à la beauté physique, puis à celle de l'action et peut aussi désigner, à compter du XIVe siècle,  une conduite exempte de biais, de fraude ou d'injustice, par opposition au terme foul,. De son côté,  play s'applique à un état d'activité ou plus particulièrement à un jeu.

## Histoire

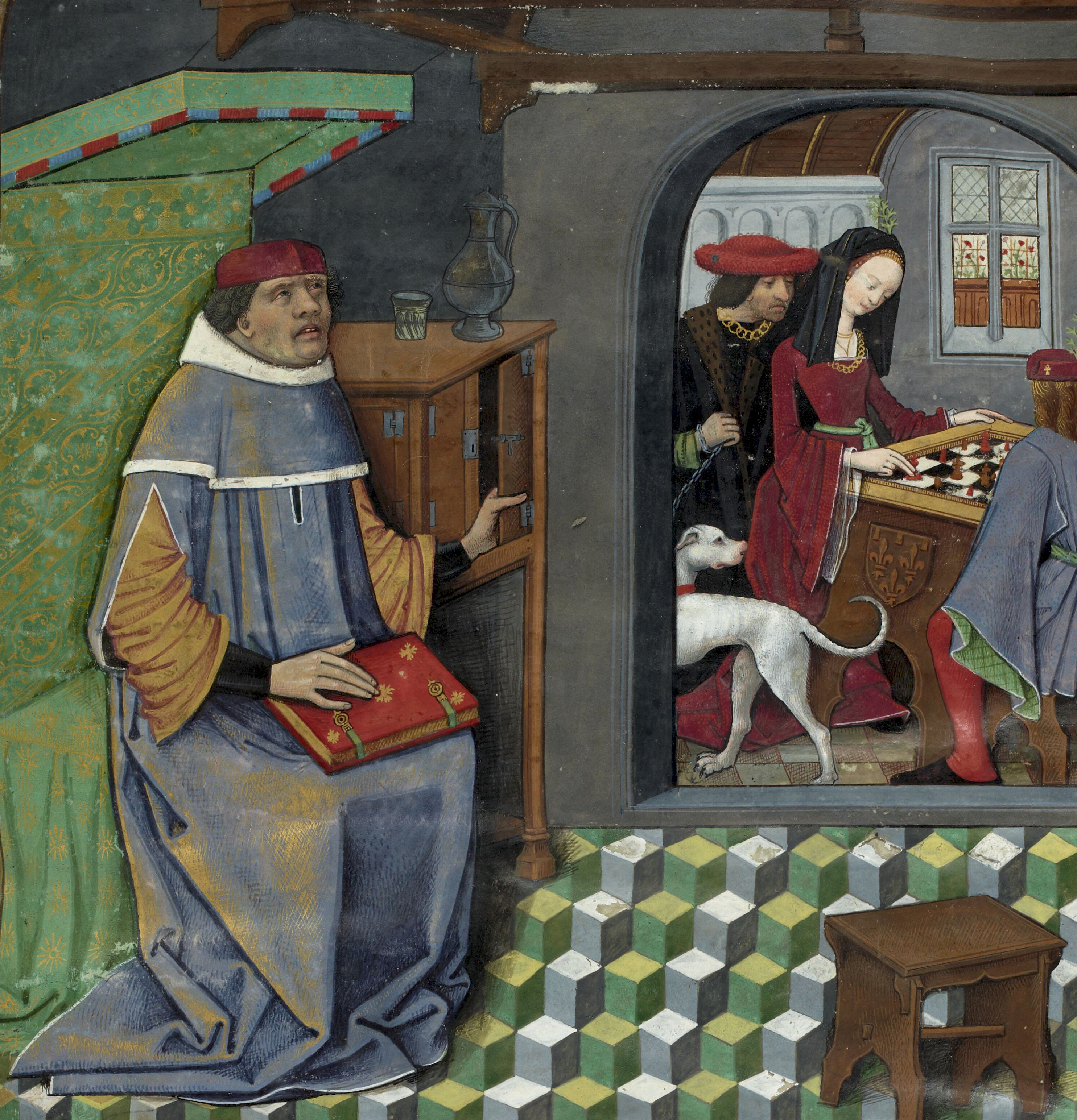
Miniature du Livre des échecs amoureux moralisés (vers 1496) illustrant le beau jeu des échecs et son application métaphorique aux jeux amoureux.

L'expression anglaise fair play est réputée avoir été forgée par William Shakespeare dans Le Roi Jean (1598),. Elle est toutefois attestée dès le XIVe siècle où elle connote une forme de courtoisie associée aux valeurs de la chevalerie. Au début du XVe siècle, le poète anglais John Lydgate, traduisant  Les Eschéz d'Amours rend par « fair play notable of the chesse » l'expression « beau jeu notable [...] des eschéz » employée dans la dédicace aux joueurs d'échecs. Le choix de cette expression ne semble pas être encore associé à une appréciation sur la manière dont le jeu est joué. Deux siècles plus tard, dans un guide de conversation de 1593, John Eliot donne « Jouez beau jeu compagnon » pour équivalent de « play faire play », et en 1685, Charles Cotton, dans sa traduction des Essais de Michel de Montaigne, rend « beau jeu » par « fair play »,. Le lexicographe Abel Boyer écrit encore en 1699 qu'un beau joueur est « celui qui joue franchement et sans se fâcher (one that plays fair, and never frets at play) ».
Selon le linguiste Manfred Höfler (de), le terme est attesté pour la première fois en France en 1816, dans un ouvrage de Louis Simond au sens de « veiller à ce que tout se passe honorablement et en conscience »,. Elle est employée dès 1856 par Charles de Montalembert de manière métaphorique à propos du débat politique, pour évoquer un « besoin d'entendre discuter toutes les faces de la question, d'accorder la parole à tous les intérêts, à tous les partis, et de respecter les franchises de cette parole avec une tolérance qui semble quelquefois dégénérer en complicité »,. 
Le lexicographe Jean Tournier indique, en 1998, que l'emprunt s'emploie en français à la fois comme substantif et comme adjectif (ex. « il est fair-play, respectueux des règles » et reste invariable dans les deux cas. Pour sa part, l'essayiste Alfred Gilder, dans son dictionnaire franglais-français publié en 1999, définit la collocation comme l'« acceptation loyale des règles du jeu (sport, affaires) » et en donne comme traduction « jeu loyal ».
L'expression est depuis entrée dans le langage courant dans de nombreuses langues et constitue une pièce essentielle des « valeurs du sport ». Le terme anglais pour désigner le fair play est sportsmanship (sportivité) tandis que l’expression fair play désigne avant tout au Royaume-Uni la conformité à la règle. Tous les auteurs ne sont cependant pas de l'avis que le fair-play est une valeur inhérente au sport. George Orwell affirme ainsi que « le sport sérieux n'a rien à voir avec le fair-play. Il est empreint de haine, de jalousie, de vantardise, de mépris des règles et de plaisir sadique à assister à la violence : autrement dit, c'est la guerre sans les fusillades,. »

## Intraduisibilité
Plusieurs auteurs estiment que le terme fair-play est intraduisible en d'autres langues,. L'auteur américain Trevanian, qui considère le fair-play comme « plus important que l'abstraction de la justice », va même jusqu'à estimer de manière « cinglante » qu'il est « totalement étranger à la mentalité des Français ; un peuple qui a produit des générations d’aristocrates, mais pas un seul gentleman ; une culture où le droit remplace la justice ; une langue où l’unique mot pour désigner le fair-play est emprunté à l’anglais ». 
Selon l'anthropologue américaine Margaret Mead, ce qui rend le terme particulièrement intraduisible n'est pas l'idée qu'il faille jouer selon les règles, mais une considération sur la force relative des joueurs destinée à protéger le plus faible. En revanche, selon le sociologue Alain Caillé, la notion de fair-play est inhérente au jeu.
L'antonyme de « comportement fair-play » pourrait être, en anglais « foul play » et en français « comportement antisportif ».